# Schurz
Schurz (washo: ʔímgaʔa) és una concentració de població designada pel cens dels Estats Units a l'estat de Nevada. Segons el cens del 2000 tenia 721 habitants.

## Demografia
Segons el cens del 2000, Schurz tenia 721 habitants, 281 habitatges, i 181 famílies La densitat de població era de 4,59 habitants per km².
Dels 281 habitatges en un 35,2% hi vivien nens de menys de 18 anys, en un 37,4% hi vivien parelles casades, en un 20,6% dones solteres, i en un 35,6% no eren unitats familiars. En el 28,8% dels habitatges hi vivien persones soles el 8,9% de les quals corresponia a persones de 65 anys o més que vivien soles. El nombre mitjà de persones vivint en cada habitatge era de 2,57 i el nombre mitjà de persones que vivien en cada família era de 3,17.
Per edats la població es repartia de la següent manera: un 32,9% tenia menys de 18 anys, un 8,1% entre 18 i 24, un 25,4% entre 25 i 44, un 21,7% de 45 a 64 i un 11,9% 65 anys o més.
L'edat mediana era de 34,6 anys. Per cada 100 dones hi havia 95,92 homes. Per cada 100 dones de 18 o més anys hi havia 88,33 homes.
La renda mediana per habitatge era de 24.265 $ i la renda mediana per família de 26.964 $. Els homes tenien una renda mediana de 29.375 $ mentre que les dones 23.958 $. La renda per capita de la població era de 10.886 $. Aproximadament el 19,8% de les famílies i el 26,5% de la població estaven per davall del llindar de pobresa.

## Poblacions més properes
El següent diagrama mostra les poblacions més properes.